# 5494 Johanmohr
5494 Johanmohr è un asteroide della fascia principale. Scoperto nel 1933, presenta un'orbita caratterizzata da un semiasse maggiore pari a 2,8509089 UA e da un'eccentricità di 0,0819588, inclinata di 1,14860° rispetto all'eclittica.
L'asteroide è dedicato all'astronomo olandese-tedesco Johan Maurits Mohr.